# 天岗湖
天岗湖是一个位于中国安徽省蚌埠市五河县的淡水湖，面积约为34平方千米，属于淮河区。它的一级流域为淮河流域，二级流域为淮河干流水系。